# Parasaitis femoralis
Genre
Espèce
Parasaitis femoralis, unique représentant du genre Parasaitis, est une espèce d'araignées aranéomorphes de la famille des Salticidae.

## Distribution
Cette espèce est endémique de Jamaïque.

## Description
Le mâle holotype mesure 3,5 mm et la femelle paratype 4,0 mm.

## Publication originale
- Bryant, 1950 : The salticid spiders of Jamaica. Bulletin of the Museum of. Comparative Zoology, vol. 103, p. 163-209 (texte intégral).